# 玉木雄一郎
玉木 雄一郎（たまき ゆういちろう、1969年〈昭和44年〉5月1日 - ）は、日本の政治家、元大蔵・財務官僚。国民民主党所属の衆議院議員（6期）、国民民主党代表（初代）。
旧国民民主党代表（第2代）、同党共同代表、希望の党代表（第2代）、同党共同代表、民進党幹事長代理を歴任した。

## 来歴

### 青少年時代
香川県大川郡寒川町神前（現：さぬき市）に3兄弟の長男として誕生。祖父・鹿太郎は大川農協組合長、父・一将は獣医師で香川県獣医師会副会長を務めつつ兼業で農業を営み、香川県農協の畜産部長を務めた。玉木も田植えや麦蒔き、肥料や農薬の散布を手伝い、農作業から協力や共生の重要性を学んだ。
寒川町立神前小学校、寒川町立天王中学校、香川県立高松高等学校、東京大学法学部卒業。
大学時代は陸上競技部に入り、当初は短距離選手だったが、後に十種競技に転向した。東京大学陸上競技部時代には、運動生理学研究の第一人者としても知られ、十種競技選手経験があった八田秀雄の指導を受けた。

### 官僚時代（1993年 - 2005年）
大学卒業後の1993年（平成5年）4月、大蔵省（現在の財務省）入省。主計局総務課に配属される。1995年（平成7年）、アメリカのハーバード大学ケネディ・スクールに留学。1997年（平成9年）、同校よりMPA取得。1998年（平成10年）、大蔵省接待汚職事件が発生。この事件を目の当たりにしたことと留学の経験が政治家を志す契機となった。外務省への出向（中近東第一課）を経て、2001年（平成13年）より大阪国税局総務課長。2002年（平成14年）より内閣府へ出向。第1次小泉内閣にて、行政改革担当大臣の石原伸晃の下で秘書専門官に就任。以降、累計3代の同大臣の秘書専門官を務める。第2代大臣の金子一義から「政治家にならないか」と誘われ、自民党幹事長（当時）の安倍晋三と面談した。しかし同党は玉木の地元である香川2区には既に別の国会議員を擁していたため、安倍は別の小選挙区からの立候補を提示した。玉木は「国政に挑戦するなら、先祖の墓のある場所でやりたい」と考え、出馬を断念した。

### 初期のキャリア（2005年 - 2009年）
2005年（平成17年）、財務省主計局主査を最後に財務省を退官。
同年9月の第44回衆議院議員総選挙（郵政選挙）に民主党公認で香川2区から立候補した。政権与党の自民党ではなく野党の民主党から出馬した理由は、「自民党内の派閥争いではなく、政党同士の争いで政権交代を実現すべき」と考えたからである。しかし、この選挙は小泉旋風によって自民党が大勝し、玉木は自民党前職の木村義雄に大敗し落選した。

#### 大平家の支援
落選後、地元で広報活動に務める中で、かつて同地出身で内閣総理大臣を務めた大平正芳の長女である森田芳子を訪ねた。玉木は、自分が大平正芳の遠い親族にあたることを浪人時代に知り、大平家の協力を得たいと考えた。玉木は大平が率いた自民党とは対立する民主党の候補であり、森田芳子は玉木との接触を当初は躊躇していた。しかし秘書専門官として仕えた村上誠一郎の口添えにより、最終的に面会に応じ、さらに芳子の長女（大平の孫）である渡辺満子を玉木に紹介した。その後、渡辺は2009年（平成21年）から玉木の公設秘書を務めた。渡辺は玉木を「大平の精神を受け継ぐもの」と認め、選挙区内の自民党支持者らに玉木への支持を訴えた。2009年8月の第45回衆議院議員総選挙に民主党公認で再び香川2区から立候補。前回敗れた木村を下し、初当選した。この選挙で民主党は大勝して政権交代を起こし、政権与党の一員として政治家人生のスタートを切った。
→玉木と、大平正芳（元首相）の間の「遠い親族関係」の詳細については、「人物#大平正芳（元首相）との関係」を参照。

### 民主党政権において（2009年 - 2012年）

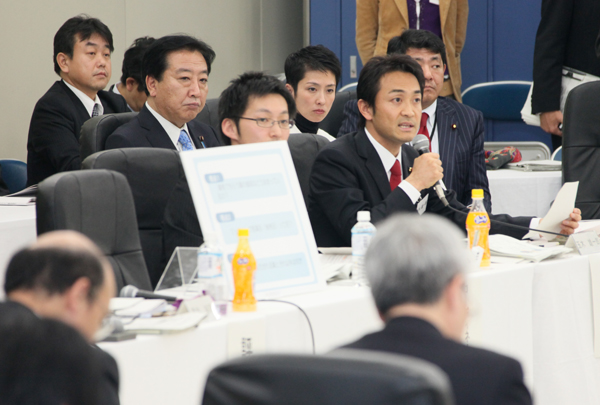
2011年11月22日、提言型政策仕分けで発言する玉木

2009年12月には、小沢一郎を名誉団長とする小沢訪中団に参加し、中国を訪問した。
2010年（平成22年）、民主党香川県連代表に就任。同年10月、民主党政策調査会長に就任した前原誠司の下で政調会長補佐に起用される。

### 再選・下野後（2012年 - ）

#### 民主党・民進党（2012年 - 2017年）

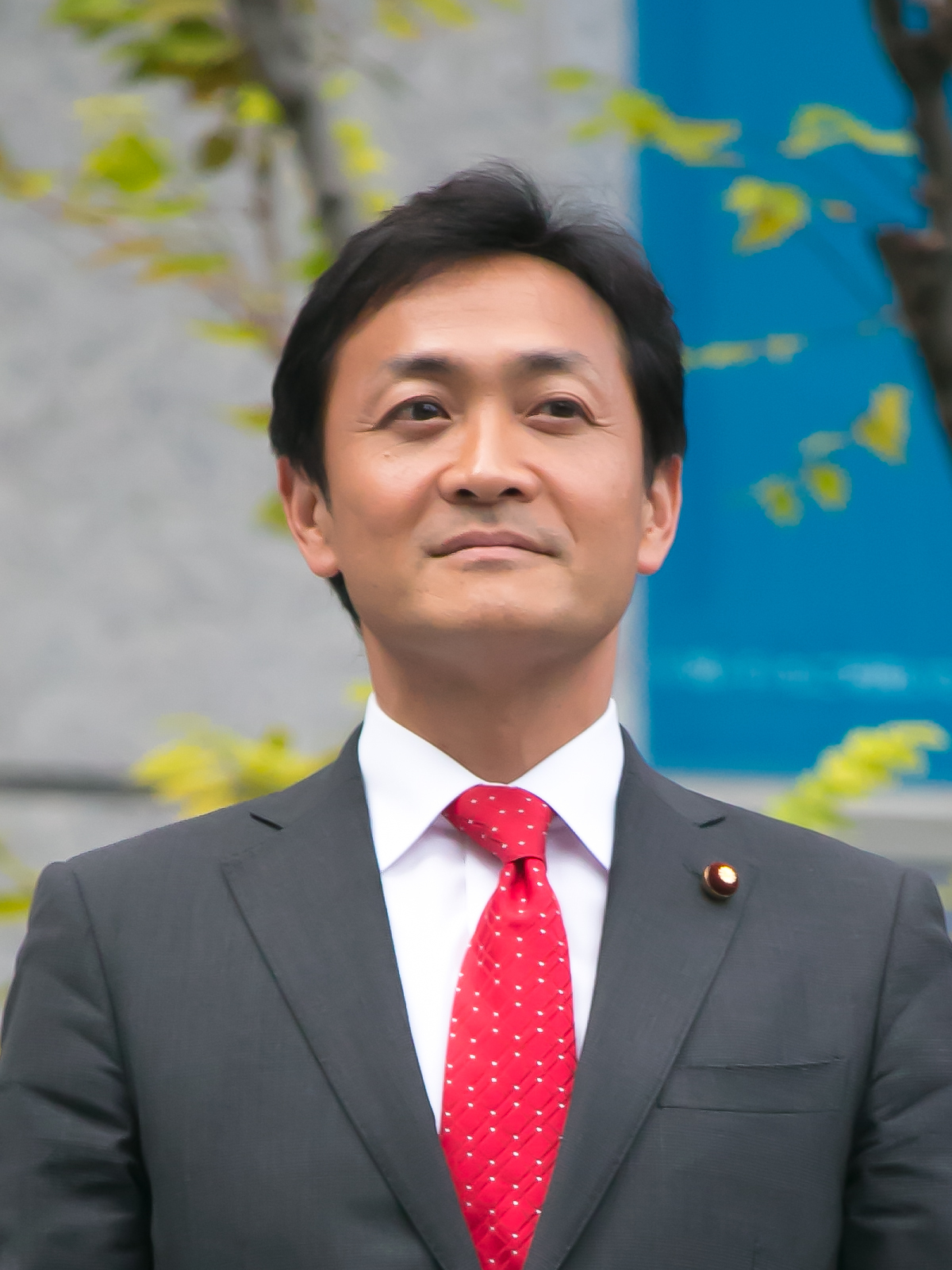
2016年、民進党代表選街頭演説会にて

2012年（平成24年）12月の第46回衆議院議員総選挙では、民主党に猛烈な逆風が吹き荒れる中、香川2区で自民党新人の瀬戸隆一を僅差で破り、再選した（瀬戸は比例復活した）。しかし、民主党は大敗して自民党が再び政権を奪還し、玉木も与党の一員から野党に下った。なお、この選挙において四国地方および中国地方、九州・沖縄地方（つまり香川県よりも西側にある17の県および71の小選挙区）のなかで、民主党候補が小選挙区で当選したのは玉木ただ一人であった（同範囲で他の民主党候補はすべて敗れ、一部が比例復活したのみだった）。
2013年（平成25年）、民主党副幹事長および政策調査副会長に就任。『次の内閣』会議において行財政改革や地域主権改革を訴えた。
2014年（平成26年）12月の第47回衆議院議員総選挙では、香川2区で再び瀬戸を下し、3選（瀬戸も比例復活）。
2016年（平成28年）9月の民進党代表選挙に立候補して116ポイントを獲得したが、1回目の投票で過半数を獲得した蓮舫に敗れた。選挙後の役員人事では幹事長代理に就任した。

#### 希望の党（2017年 - 2018年）
2017年（平成29年）10月の第48回衆議院議員総選挙では、民進党が希望の党への合流を決めたことを受け、同党の公認で出馬し香川2区で4選。同年11月10日の希望の党共同代表選挙に立候補して39票を獲得し、14票の大串博志を抑えて共同代表に選出された。
同年11月14日、新執行部人事の承認を諮る両院議員総会で辞任を表明した小池百合子の後継として希望の党代表に就任した。

#### 旧・国民民主党（2018年 - 2020年）
2018年（平成30年）5月7日、民進党・希望の党のそれぞれの一部議員が合流し結党された国民民主党において、大塚耕平とともに共同代表に就任した。同年7月には動画共有サイトのYouTubeでの発信媒体『たまきチャンネル』を開設し、YouTuberとしての活動を開始した（すでに玉木事務所による動画投稿はあったが、それとは別に玉木個人のものとして開設した）。
以後、同媒体では当時流行していたタピオカティーの飲み比べを行うなどの若者受けを意識した内容のほか、街頭で市民にインタビューを行う企画や、志位和夫、山本太郎、立花孝志など他政党の党首との対談、また自身および国民民主党の政策の解説などといった政治活動を発信している。
同年9月4日、津村啓介と共に国民民主党代表選挙へ立候補。「対決より解決」を主張してきた玉木が、野党共闘を訴えた津村を大差で破り、新代表（単独）に就任した。
2019年（平成31年）4月26日、小沢一郎が率いる自由党との合併を果たした（国民民主党が自由党を吸収する形で、代表は引き続き玉木が務めた）。
2019年（令和元年）6月19日、第198通常国会で、内閣総理大臣の安倍晋三と野党の党首らによる党首討論に臨んだ。この際、上述のYouTubeチャンネルの企画の一環として、視聴者からYouTubeおよびTwitter（別個のSNS）において質問を受け付けるという企画を行った。さらに同年10月10日、第200臨時国会での衆議院予算委員会基本的質疑においても、同様の企画を行った。2019年末から2020年（令和2年）にかけて、国民民主党と、最大野党である立憲民主党との合流協議が行われた。しかし党内の意見がまとまらず、2020年8月11日、同党を「立憲民主党への合流組」と「残留組」に分党すると表明し、玉木は合流新党（後に新・立憲民主党として結成）に参加しない意向を示した。9月11日、残留組による新「国民民主党」の参加メンバーが協議を行い、玉木の代表就任を決めた。

#### 新・国民民主党を牽引（2020年 - ）

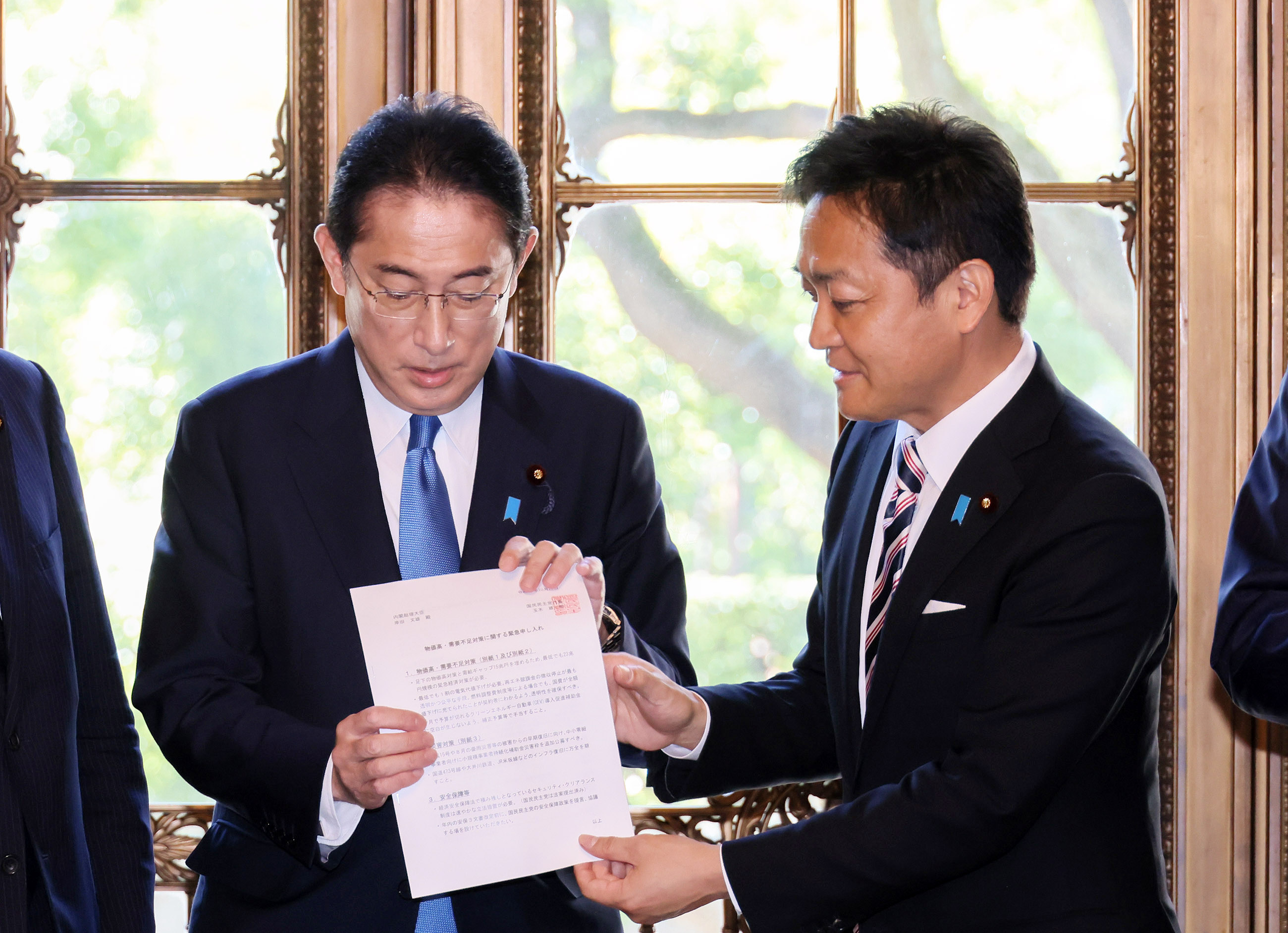
2022年10月20日、国民民主党による総合経済対策に関する提言を、岸田文雄内閣総理大臣に申し入れた玉木

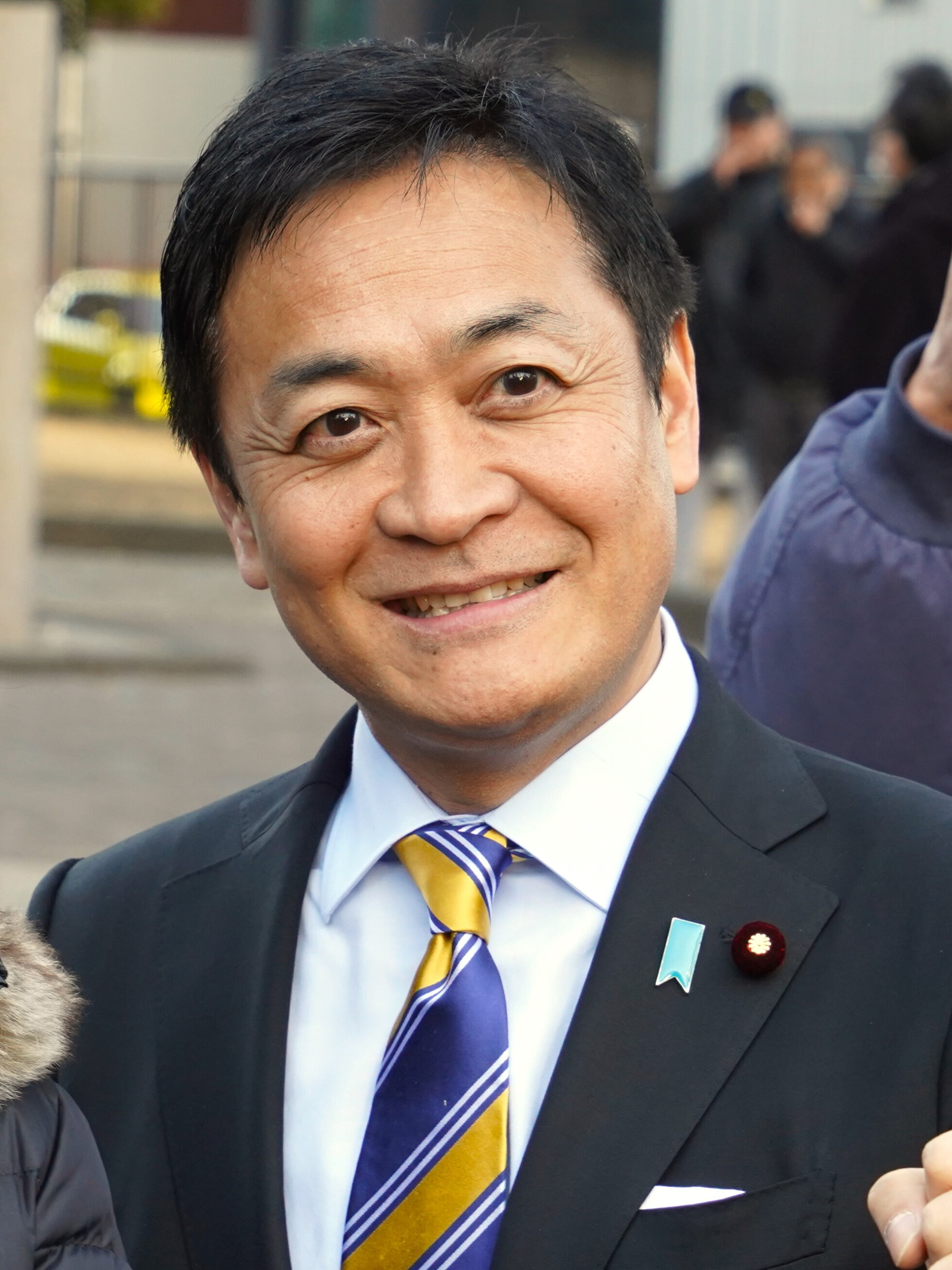
2025年2月8日、大通り公園にて撮影

2020年12月、新・国民民主党の代表選が8日告示、18日投開票の日程で行われ、玉木が伊藤孝恵参議院議員を大差で破り代表に再選した。
2021年（令和3年）4月27日、立憲民主党代表の枝野幸男は次期衆院選における野党共闘を目指し、国民民主党代表の玉木、日本共産党委員長の志位和夫とそれぞれ会談。枝野と玉木は、候補者の一本化に加え、立憲と国民、連合の3者で雇用など共通の政策の策定に向けた協議をスタートさせることで意見を一致させた。だが「野党連合政権」の樹立を望む立憲民主党と共産党に玉木は反発。翌4月28日、記者会見を開き「日米同盟を基軸とせずに日本の安全・安心を保つすべが見当たらない」「（それゆえ）共産党が入る政権には入らない」と述べた。
同年7月15日、連合は次期衆院選に向け、国民民主党、立憲民主党両党と個別に同じ内容の政策協定を締結した。協定書には「左右の全体主義を排し、健全な民主主義の再興を推進する」と書かれていたが、玉木は記者会見で「『左右の全体主義』とは共産主義、共産党のことだと認識している」と述べた。翌7月16日、日本共産党の田村智子政策委員長は記者会見で、玉木が「共産党のことだ」と名指ししたことについて、「日本共産党は、安全保障法制は民主主義の危機ということで、市民と野党の共闘を呼びかけた」と過去の行動を例示し、「事実と違う発言だ」と反論した。
同年8月17日、野党4党による合同集会が終わった後、玉木は共産党の志位和夫委員長に「共産主義は、ソビエトが典型だが全体主義と非常に親和性があったのは歴史的事実で、そういう政治体制になってはいけないという趣旨で申し上げた」と釈明。「日本共産党を同一視したことについては改めたい」と伝えた。さらに玉木は18日に記者会見し「共産党を含めた野党の戦術的な一体感は不可欠だ」と述べたが、8月29日放送のBSテレビ東京『NIKKEI 日曜サロン』で「（長期的には）場合によっては与党とも連携し政策を実現していく」と語った。9月2日の記者会見では、次期衆院選後に国民民主党が自公政権入りする可能性について、「考えていない」と否定した。
2021年10月31日、第49回衆議院議員総選挙で5選。
2023年7月25日、自身の任期満了に伴う党代表選挙への出馬を表明。同年8月21日に告示され、前原誠司衆議院議員との一騎打ちとなり、日本共産党を除く野党との連携強化を目指す前原に対し、玉木は政策実現のためなら与党との協調も排除しない旨の主張を展開。同年9月2日に投開票が行われ、合計111ポイントのうち80ポイントを獲得し、再選を果たした。
2024年10月27日、第50回衆議院議員総選挙で6選となった。しかし、再選直後に写真週刊誌のWEB記事で配信された自身の醜聞（後述）により、党倫理委員会により調査が行われた結果「代表の行為であり個人の問題でなく党の名誉・信頼を傷つけた」として、同年12月4日の両院議員総会で「党役職停止3か月」の処分が決定した。役職停止期間中は古川元久代表代行が職務を代行する。
2025年3月4日、役職停止期間を終え、代表職に復帰した。

## 政策・主張
玉木は「土の匂いのする政治家」「土着の保守政治家」を自認し、政治的立ち位置として「改革中道」「中道保守」などを志向している。
政策については本人のホームページの「基本政策」を参照。

### 基本政策
政治の役割は、「国のふところ」を豊かにすることではなく、「国民のふところ」を豊かにすることであり、インフレと円安で増えた国の税収と税外収入（外為特会の利益など）を国民に適切に還元するとして以下の4つをそのための重要政策として掲げている。
- 所得税減税（基礎控除等を103万円→178万円に拡充、年少扶養控除の復活）
- 消費税減税（実質賃金がプラスになるまで5%に減税、インボイスは廃止）
- ガソリン減税（トリガー条項の発動）、電気代値下げ（再エネ賦課金の徴収停止）
- 医療制度改革を進め現役世代の社会保険料負担を軽減

#### 給料と年金が上がる経済を実現
賃上げの流れを、香川県の中小企業や非正規、介護・看護・保育などの分野にも拡大するとしている。給料が上がれば年金も上がるため、年金アップのためにも賃金アップに全力を傾けるとしている。
- 大手への公取調査を拡充するなど、価格転嫁を徹底し、中小企業の賃上げ原資を確保する
- 賃上げや、非正規を正規化した中小企業の社会保険料負担を引き下げる
- AI時代に対応したデータセンターや半導体工場等を香川県内に誘致し、新たな雇用を創出

#### 人づくりこそ国づくり
今も昔も、資源のない日本にとって「人と技術」が成長と豊かさの源であり、香川県の若い人が、経済的な理由で学びを諦めなくていい仕組みを整えるとしている。
- 給食費や修学旅行代を含め高校までの完全教育無償化、返済不要の給付型奨学金の拡充
- 医療費控除のように、塾代や習い事の月謝などを税金から控除できる「塾代等控除」制度を創設
- 奨学金債務の軽減（最大150万円まで免除）教員や自衛官等になった場合は全額免除

#### 自分の国は自分で守る
防衛装備品、エネルギー、半導体、農産物などを過度に外国に依存しない日本を作るとしている。Alやデータセンターは膨大な電力を消費するため、安価で安定的な電力提供を実現するとしている。
- 食料自給率を高め、営農継続を可能とする「食料安保基礎支払い」（直接支払い）を創設
- エネルギーの自給率を高めるため、再エネ、原発、高効率火力発電をバランスよく活用
- 南海トラフ地震等への防災・減災対策強化（避難所となる体育館等のエアコン整備等）

#### 移動支援を拡充します。[ 香川向け重点政策 ]
- 過疎・高齢地域における住民の移動手段を確保するため、自動運転バスの導入を支援する
- 高速道路の通勤割引の拡充で、過疎地域にある企業への通勤を支援し人材確保を支援する
- 瀬戸大橋や明石大橋の高速料金を値下げし、製品・農林水産物の物流コストを引き下げる

### その他

#### 経済政策
- 2019年、三橋貴明のYouTubeチャンネル「三橋TV」に出演した際には消費税のみが社会保障の安定財源かのように言われていることについて、「税は色々ある。消費税しかないというのは柔軟な発想を奪ってしまうし、特に消費が伸びないのがアベノミクスの最大の弱点。現に先般発表された1-3月期のGDPの速報も消費はマイナスだった。マイナスの時に消費を冷やす政策というのは慎重に考えるべき。（略）弱っている家計セクターをどうやって応援するかということが日本経済全体を発展させることになる。（略）その中で家計セクター特に消費を痛めつけるような消費税増税は今やるべきではない。」と述べた[61]
- 2019年参院選の読売新聞のインタビューでは、安倍政権の経済政策「アベノミクス」を「普通の人の生活を豊かにしていない」と批判し、「『家計第一』の経済政策への転換が大きなテーマだ。家計を温めて国内総生産（GDP）の6割を占める消費を活性化させ、企業が賃金を上げられるようにする。消費を軸とした経済の好循環を作る。」と述べた[62]
- 2019年9月2日、初当選と民主党による政権交代から10年になるのに合わせて、自身のブログに民主党政権が失敗した原因を投稿し、リーマンショック後の不況で経済回復を確実なものにしなければいけない時に量的緩和が中途半端なものに終わり、消費税増税を決めて消費を冷え込ませたことは「マクロ経済政策の視点を欠いていた」として反省した[63]
- 2019年11月の毎日新聞のインタビューでは「家計が充実して消費する力が伸びれば、好循環が回りはじめる。そのなかで消費を冷やすような税制は控えたほうがよい。」と述べ、消費税の廃止も含めて議論する考えを示した[64]
- 新型コロナウイルスが猛威を振るっていた2020年、民間エコノミストらによる4-6月期のGDP成長予想の平均値が出たことについて「年率換算で成長率はマイナス21%だ。GDPに換算するとマイナス120兆円くらいとなる。補正予算で実質20兆円規模の財政出動が決まったが、それでも通常のGDPの水準を維持するためには100兆円くらい足りない」「100年国債である『コロナ国債』を発行して100兆円規模の財政出動をし、万全の生活保障と休業補償をやるんだという意思表明とセットで（緊急事態）延長を言わないと、国民の心が折れて、今月から失業と倒産と廃業と自殺者が増大すると思う」と述べ、政府の新型コロナウイルス対策を批判した[65]
- 2020年、新型コロナウイルスの感染拡大による経済の低迷でイギリスやドイツなどが（日本の消費税に当たる）付加価値税の減税に踏み込んだことに関して、自身のXで「日本も消費税の減税を行うべきだ」と訴え、消費税減税（10%→5%）などの国民民主党の経済対策を紹介した上で「半年間0%なども検討したい」と投稿した[66]
- 2021年衆院選のNHKのアンケートでは以下のような立場を示している[67]
  - 新型コロナ対策として、消費税率の一時的な引き下げは「必要」と回答
  - 財政健全化に向けて、国と地方を合わせた基礎的財政収支を2025年度に黒字化する政府の目標は「先延ばしはやむを得ない」と回答
  - 大企業や所得の多い人への課税を強化して国の財源に充てることに「どちらかといえば賛成」と回答
- 2021年衆院選、2024年衆院選の毎日新聞のアンケートでは10%の消費税率について、「引き下げるべきだ」と回答[68][69]
- 2021年、自身のYouTubeチャンネルで三橋貴明と対談した際には三橋から同年衆院選の国民民主党の公約の中で経済政策について、積極財政への転換と大胆に書いた理由について問われると、「これしかないと思った。民主党政権の時、消費税を上げるということに当時与党の1年生議員として賛成もしてきたが私は2年前に民主党政権の総括をした。一番反省したのはあのデフレ下の中で増税したということで、ポリシーミックスとしては明らかに間違っていた。インフレの調整や格差是正の観点で増税という手段を否定するものではないが、あのタイミングでああいう形でしかも消費に対して最も影響を与える形でやったことは一番反省すべきということで2年前にブログも書いた。（略）ある種理論的にも後押ししたし自分の頭の中でも整理できたのがイエレンがFRBの議長だった時、今は財務長官としてやっているハイプレッシャーエコノミー（=高圧経済）だった。」と述べた。また、「財政を健全化したいなら積極財政をやらなきゃダメなんじゃないかと逆に思っている。特に潜在成長率も下回ってデフレギャップがあったり、フルに潜在能力が発揮しないような時には財政支出をして需要を作り出して助けないと、短期のショックが長期に及んで供給力そのものがどんどん落ちていってる。」と述べた[70]。
- テレビ東京の『ワールドビジネスサテライト』の2021年衆院選各党インタビューに出演した際には、消費税減税などの経済政策の財源について「短期の政策と中長期の政策を分けて考えている」とした上で、「短期的には傷ついた経済を回復させるために全額国債発行で対応すべきだ。中長期的には格差是正のために富裕層への増税や所得税の累進強化、国際的な協調を前提とした法人税の増税、日銀保有国債の永久国債化も考えなければならない。」と述べた。金融所得課税については、「タイミングの問題だ。経済を良くしようというときに同時に増税の話をするのは反対なので今は国債を発行して経済を正常軌道に戻すべき。その中で経済が良くなってきたら考えるべき。」と述べた[71]。
- 2022年2月13日、BSテレ東の『NIKKEI 日曜サロン』に出演した際には岸田政権が『新しい資本主義』の一環として医療・看護・介護・保育に従事する人達の給料を9000円⁄月引き上げようとしていることについて、賃上げの方向性については「良い」と評価した上で、「全就労者のうちこういった職業に就いている方は5%未満。国としてマクロ経済政策としてやるのは、全ての就業者の給料が上がるような活性化した経済環境をどう作るかというのが本来国がやるべき経済政策だと思う。『新しい資本主義』と言うがそもそもまともな資本主義が今まで機能していたのか。『新しい資本主義』が『新しい社会主義』になってしまわないように、民間の活力や市場の活力というダイナミズムを活かしながら、それで経済を元気にしてそして賃金も上がる。」と述べた。また、アメリカのバイデン政権の経済政策を引き合いに出し「インフレを加速させているとの批判もあるが賃金のインフレも進んでいる。4%〜5%台の賃金上昇を実現しているがまさに日本でやらなければいけないこと。」と述べた[72]。
- 2022年5月9日、元総理の安倍晋三が大分市の会合で「（政府の）1000兆円の借金の半分は日銀に（国債を）買ってもらっている」と指摘し、「日銀は政府の子会社なので60年で（返済の）満期が来たら、返さないで借り換えて構わない。心配する必要はない」と述べて日銀の独立性の観点から批判が出たことについて[73]、自身のXに「安倍元総理の『日銀は政府の子会社』発言に反発が出ているが、政府は日銀の株の55%保有しており、『統合政府』の考え方は国際的にも常識。さらに財政法5条但書に基づき借換え債の直接引受は行われている。その上で、一般的な直接引受は禁止されているので、にわかに独立性が害されているわけではない。」と投稿し、安倍の発言を擁護した[74][75]
- 消費税率が変わらなくても物価上昇により実際に負担する消費税額は物価上昇に比例して増えるため、物価上昇は事実上の消費税増税であり、これに有効な経済政策は消費税の減税だと主張している[76]
- 2024年10月、産経新聞の「正論11月号『新政権誕生』」のインタビューでは今後の経済政策について、「いつまでも積極財政、金融緩和をやれとは言いません。しかし、経済の好循環に光が見えた時点で引き締めるから、これまで失速を繰り返してきたわけです。金融引き締め、緊縮財政を回避する経済運営をしなければデフレが再来しかねない。そうなれば「失われた三十年」どころか「失われた半世紀」で日本が終わってしまう。」と述べ、拙速な増税や金利の引き上げを批判した[77]
- 2024年衆院選のNHKのアンケートでは以下のような立場を示している[78]
  - 物価高対策として政府が最優先で取り組むべきことについて、「減税」と回答
  - 政府が基礎的財政収支の2025年度黒字化目標を掲げていることについて、「財政規律より積極的な財政出動を優先すべきだ」と回答
  - 大企業や所得が多い人への課税を強化して国の財源にあてることに「賛成」と回答
- 2024年衆院選の読売新聞のアンケートでは以下のような立場を示している[79]
  - 財源確保のためには増税もやむを得ないと考える政策について、「増税するべきではない」と回答
  - 経済政策で財政出動と財政規律のどちらを優先するかについて、「財政出動を優先し、景気を支えるべきだ」と回答
  - 経済全体の規模を大きくする「成長」と、富の移転で格差是正を目指す「分配」のどちらを重視するかについて、「成長を重視すべきだ」と回答
  - 今の歳入の範囲で国の歳出額をどのようにすべきかについては以下のような立場を示している
    - 公共事業費について、「どちらかといえば増やすべきだ」と回答
    - 医療・介護費について、「今のままでよい」と回答
    - 科学技術費について、「増やすべきだ」と回答
    - 公務員の人件費について、「増やすべきだ」と回答
    - 生活保護費について、「今のままでよい」と回答
    - 子育て支援費について、「増やすべきだ」と回答

  - 今後の日銀の金融政策の方向性について、「金利上昇は慎重に行うべきで、ペースを遅らせるべきだ」と回答
- 2024年11月1日、時事通信のインタビューでは以下のように述べている[80]
  - 所得税の基礎控除を103万円から178万円に引き上げることで7〜8兆円の税収減になるとの政府による試算について、「ある意味、国が取り過ぎているものを（国民に）返す。7兆円も（国民の）手取りが増えれば相当の経済効果がある。売り上げが増えれば法人税、消費税も増える。十分賄える税収が入る。」と述べた
  - 5%への消費税減税について、「短期の経済政策としては有効で必要だ」と述べた
- 2024年12月3日、産経新聞のインタビューでは年収103万円の壁を国民民主党が主張する178万円に引き上げることで地方の税収が減るのではないかとの質問に対して、「仮に地方税が減っても、国が地方交付税などで穴埋めする制度になっており、地方は基本的にまったく心配はない。財源がないというが、昨年は使い残した予算が7兆円あり、一昨年は11兆円あった。逆に、昨年は2.5兆円、予定より税収が入っている。精緻に見直せば、（178万円への引き上げは）十分できる」と述べた[81]
- 2024年12月13日、YouTubeチャンネル「プレジデント 公式チャンネル」に出演した際、アメリカやイギリスなどで導入実績がある給付付き税額控除について、「税額控除の方が高所得者に有利にならないという意味では良いかもしれないが現行の政策インフラを使おうとする、現在の税制の中で比較的近似した効果を及ぼそうとすると給付は給付で住民税非課税世帯に配れば良いが給付付き税額控除の最大の課題は所得と資産を正確に把握する政策インフラが必要なことで、これが入らない限りは絵に描いた餅だ」と指摘した[82]
- 2025年1月、YouTubeチャンネル「東洋経済オンライン」に出演した際には以下のような立場を示している[83]
  - 経済政策に関する自民党、公明党、国民民主党の3党協議で過去3回の国政選挙で公約に掲げた消費税の減税を与党側に求めない理由について聞かれると、「あれもこれも言っても駄目なので所得税の基礎控除を引き上げる話とガソリンの暫定税率廃止、これに絞っている。この2つは恒久措置としてやってくれということを言っているが、消費税の減税はコロナの時からずっと言っているがあくまで短期の景気対策としてやろうと、そして物価上昇率+2%くらいの名目賃金上昇率を達成するまではやりましょうというあくまで短期の景気刺激策として提案しているが、今非常に微妙なところに来ていて去年大企業は5%の賃金上昇を勝ち取っている。中小企業が微妙で4.5%行くか行かないかくらい。まもなく始まる（2025年度の）春闘を着目しているがそこで中小企業も含めて4%台後半の賃上げが実現して、デフレギャップが解消してプラスになればその時は消費税の減税をして刺激することも必要性が下がってくる。」と述べた
- 2025年、物価高やアメリカの関税措置への対応をめぐり、官房長官の林芳正と面会した玉木は景気の悪化に備えた機動的な経済対策が必要だとして、今年度の補正予算案を速やかに編成し、消費税を一律5%に減税することを検討するよう政府に求めた。会談後の記者団の取材に対しては「このままいくと、物価は高いが景気は悪化するスタグフレーションに陥る可能性が高い。景気の動向を見ながら、間髪入れず、ちゅうちょなく対策を打ってもらいたい。」と述べた[84]。

#### 外交・安全保障
- 「政府が尖閣諸島を国有化したことを評価するか」との質問に対して、2012年の毎日新聞のアンケートでは「評価する」と回答[85]
- 日米同盟を外交・安全保障政策の基軸としながらもイギリスや、かつての大英帝国の植民地だったカナダ、オーストラリア、インドなどと「21世紀の日英同盟」を結ぶことを提案している[86]
- NHKのアンケートでは防衛力の強化について以下のような立場を示している
  - 2021年衆院選のアンケートでは、日本の防衛力について「どちらかといえば強化すべき」と回答[67]
  - 2024年衆院選のNHKのアンケートでは以下のような立場を示している[78]
    - 2023年度から5年間で43兆円程度の防衛費を確保して防衛力を強化するとしている政府の方針について、「さらに強化すべき」と回答
    - 防衛費増額の財源を賄うための増税に「反対」と回答
- 非核三原則については以下のような立場を示している
  - ロシアがウクライナに侵攻した2022年、日本国内でも核抑止を巡る議論が活発化し、自民党内の一部からは「核共有を日本でもタブー視せずに議論すべきだ」という意見が出る中、玉木は核共有について「非核三原則や平和国家の歩みからすると、一足飛びの議論だ。唯一の戦争被爆国として核廃絶という大きな目標を掲げてやっていくべきだ」と否定的な考えを示した。一方で、「どのような形であれば、憲法が掲げる平和主義と反せずに核抑止が機能するのか、現実的な議論を積み重ねていくことが大事だ。特にこれまで議論を避けてきた、非核三原則の『持ち込ませず』の部分が、一体何を意味するのか、日米の具体的なオペレーションの在り方を含め冷静な議論を始めるべきだ」と述べ、「持ち込ませず」の意味などについて、議論を深める必要があるという認識を示した[87][88][89]。
  - 2024年衆院選のNHKのアンケートでは、非核三原則を見直すか否かについて「回答しない」と回答[78]
  - 2024年衆院選の毎日新聞のアンケートでは、「日本は核保有も核共有もすべきではない」と回答[69]
- 2022年、日本周辺の安全保障環境が厳しさを増す中、日本を標的とする潜水艦発射弾道ミサイルによる攻撃に対応するには自衛隊のディーゼル型潜水艦では不十分だと指摘し、「日本が原子力潜水艦を保有し、適度な抑止を働かせていくということも具体的に検討するべき」と主張した[90][91][92]
- 日米地位協定については以下のような立場を示している
  - 2024年1月9日、週刊エコノミストが企画した田原総一朗や泉健太、馬場伸幸との4者対談では「地位協定改定も実は安保法制成立の時がチャンスだったが、それをしなかった。今回も防衛費増でバーターの機会は生まれている。独立国に治外法権的な状況が続いているのはおかしい。ドイツもイタリアも変えており、日本もそろそろ変えるべきだ。」と述べた[93]
  - 2024年衆院選の毎日新聞のアンケートでは、日米地位協定について「見直す必要がある」と回答[69]
- 2024年10月、産経新聞の「正論11月号『新政権誕生』」のインタビューでは、厳しさを増す安全保障環境について「8月26日に中国軍機による領空侵犯が初めて確認されるなど状況は厳しさを増すばかりです。台湾有事への備えも現実的に考えないといけません。平和安全法制はできましたが、いざ有事の際、状況の変化に応じて『重要影響事態』『存立危機事態』『武力攻撃事態』をどのように認定していくのか。或いは台湾に取り残された邦人救出、保護をどうするのか。現行法下だと、自衛隊機は相手国の同意がなければ飛ばせません。ただ、この場合、相手国とはどこなのか。中国政府の『一つの中国』との立場を『十分理解し、尊重』している日本政府としては、北京から同意を得るのでしょうか。こういった総理にしか決断できないことを確認しておくことは非常に大切です。例えば林芳正氏は、邦人救出について、現行法上は難しいとした上で、総理判断で自衛隊機を出し、何かあったら辞職するという覚悟を示されていましたが、こういった議論を（自民党総裁選で）もっと深めるべきでした。」と述べた[94]
- 沖縄県宜野湾市の米軍普天間飛行場を同県名護市辺野古に移設する計画については以下のような立場を示している
  - 現職の翁長雄志の死去に伴って2018年9月30日に投開票が行われた沖縄県知事選挙で、辺野古への移設阻止を掲げる玉城デニーが当選したことを受けて玉木は同日に「沖縄の民意を尊重し、政府において、強引に手続きを進めることがないよう県との丁寧な話し合いを行うことを求める」との談話を発表した[95]
  - 2021年衆院選の市民連合を介した野党4党（立憲民主党、共産党、れいわ新選組、社民党）との政策合意に国民民主党が調印しなかった理由について、同年9月9日の記者会見で問われた玉木は辺野古移設に関する「地元合意もなく、環境を破壊する沖縄辺野古での新基地建設を中止する」との文言が ①アメリカとの協議をせずに一方的に中止を打ち出している、②代替案やプランBを示していないことから調印を見送ったと述べた[96]
  - 2021年衆院選の毎日新聞のアンケートでは、「政府は埋め立てをいったん中断して、沖縄県と話し合うべきだ」と回答[68]
  - 2024年衆院選の毎日新聞のアンケートでは、「どちらかと言えば賛成」と回答[69]
  - 2024年10月の時事通信のインタビューでは、「米軍普天間飛行場の移設先として辺野古は唯一の選択肢だ。ただ、工事は一度停止し、軟弱地盤の地質調査をし、工費と工期をチェックした方がいい。」と述べて辺野古への移設を基本的に容認する考えを示した[97]
- 集団的自衛権の行使や安全保障関連法に対する賛否については以下のような立場を示している
  - 2012年衆院選の候補者アンケートでは次のような立場を示している
    - 朝日新聞のアンケートでは、憲法改正か解釈変更して集団的自衛権を行使できるようにすることに「どちらかと言えば賛成」と回答[98]
    - 毎日新聞のアンケートでは、集団的自衛権の行使を禁じた政府の憲法解釈を見直すベきかどうかについて「見直すべきだ」と回答[85]

  - 2016年民進党代表選挙に立候補した際には「明らかに憲法違反になるようなところだとか、自衛隊の任務が明らかに危険にさらされるようなところを、具体的な修正案として提案していくのが、今になっては現実的かなと」と述べ、廃止は非現実的との認識を示した[99]
  - 2017年希望の党共同代表選挙に立候補した際には次のように述べている
    - 共に立候補した大串博志との2017年11月8日の共同記者会見では、「安保法制に関して言えば、われわれは当時反対した。（略）ただ、廃止とか白紙化と言っても、例えば武力攻撃事態法は、すでに既存の法律に溶け込む形で改正が行われている。根っこから自衛隊法全部廃止するというのは現実的ではない」と述べ、武力攻撃事態法などは例として、ホルムズ海峡で経済的理由から武力行使するようなことはあってはならないということを条文上読めないようにするなど、存立危機事態の新3要件を従来の憲法解釈に合致するような形で、具体的な条文改正を提案していく考えを示した[100]
    - 共同代表選出後の2017年11月27日の産経新聞のインタビューで代表選挙で「安保法制は容認しない」と訴えた大串とのスタンスの違いに関して問われた玉木は、「安保関連法は既存の改正法と新法を束ねたものですよね。改正法は全て既存の法律に溶け込んでおり、大串さん自身が『廃止法案は法律的に成り立ち得ない』と話しています。安保法制を運用する際、憲法違反の疑義がある部分を具体的な条文改正で直すべく、私は長島昭久政調会長や渡辺周安保調査会長に改正案の作成を指示しています。そこで大串さんの懸念を消し、改正案提出につなげたいと考えています。」と述べた[101]

  - 旧国民民主党時代は以下のような立場を示している
    - 2018年のプレジデントオンラインの取材では安保法制について、「現実に施行されているが、軍事的公権力の行使として広すぎるところは、憲法違反の疑いがあり、既存の憲法解釈からはみ出ていると思われるところは、できないように限定をかける具体的な改正案を提出していきたい。一方で、でき上がった安保法制で、足りない部分もある。個別的自衛権でも穴があいているところがある。たとえば武装した漁民が大量に押し寄せているとき、自衛隊は出ていけない。警察権だけで対応できるかという問題がある。出過ぎているところは縮め、足りないところは埋める必要がある。」と述べた[102]
    - 2019年のインタビューでは同じ民主党・民進党にルーツを持つ旧立憲民主党との違いについて問われ、自分達は「中道保守」を目指しているとした上で、「外交・安全保障では現実路線を採用する。例えば、安保法制廃止とセットで、領域警備法案やPKO（国連平和維持活動）法改正案を提出した。これは南西諸島に他国の武装集団が上陸したとき、警察や海上保安庁だけでは対処できないからだ」と述べて安保法制の廃止とセットで領域警備法の制定やPKO法の改正を行っていく考えを示した[103]

  - 国民民主党を立ち上げて以降は以下のような立場を示してる
    - 2020年9月の産経新聞のインタビューでは、安保法制の廃止を目指すのかとの質問に対して「廃止は無理だ。運用の現状をみて問題があれば法改正する。尖閣諸島（沖縄県石垣市）の領域警備や宇宙・サイバーなど足らざる点を埋める現実的な安全保障政策を提案したい。『過不足のない自衛権行使』が重要だ」と述べた[104]
    - 2021年11月のJCAST ニュースのインタビューで、2021年衆院選の市民連合を介した野党4党との政策合意に国民民主が参加しなかった理由を問われた玉木は、理由の一つとして政策合意の中の「安保法制の違憲部分を廃止」との文言を問題視したことを挙げ、「もう今は現行法、自衛隊法などに溶け込んでいるので廃止はできないので...。おかしいところを法改正するのはいいですが、この『廃止』というのは、我々としてはなかなかサインできません。」と述べた[105]
    - 2024年立憲民主党代表選挙に立候補した枝野幸男と野田佳彦が、安保法制についてそれぞれ「現状の運用は全て個別的自衛権で説明される範囲で条文そのものが直接違憲であるかというと、現状の法律は基本的には問題ない」[106][107]「すぐに何かを変えるのは現実的ではない」[108]と基本的に容認する立場を明らかにしたことを受けて、Xに「枝野さんも野田さんも、いわゆる『安保法制』について容認する立場を明らかにした。そもそも『安保法制』は現在、関係各法令に溶け込んでいるので、法技術的にも『廃止』は無理だし、なにより日米同盟も現行法令に基づいて運用されており、政権を目指すために現実的な外交・安全保障路線に転じたことは評価したい。」と投稿した[109]
- 2022年10月の憲法審査会で玉木は防衛費の増額に関して、防衛省が「海上保安庁の予算など安全保障に関わる予算を足し合わせれば、日本でも（NATO並みのGDP比2%に近い）GDPの1.24%程度になる」と主張していることについて「誤解を招く議論」と断じた上で、「もう一つの憲法9条」とも呼ばれる現行の海上保安庁法第25条が有事を想定した自衛隊と海上保安庁の連携訓練を認めていないことに触れ、「海上保安庁予算も『NATO基準の国防費』に含めたいのであれば、海上保安庁法25条の削除が必要だということは指摘しておきたい」と訴えた[110][111]
- 2024年衆院選の読売新聞のアンケートでは以下のような立場を示している[79]
  - 防衛費の適切な規模について、「政府方針の通りGDP比2%程度とすべきだ」と回答
  - 外国からミサイル攻撃を受ける前に、相手国のミサイル発射拠点などを破壊する反撃能力を日本が持つことに「賛成」と回答
  - 沖縄をはじめとする南西諸島の防衛力を強化することに「賛成」と回答
  - ロシアの侵略を受けるウクライナへの支援について、「輸出規制は維持し、防弾チョッキの提供など可能な支援を行う」と回答
  - 能動的サイバー防御の導入に「賛成」と回答
  - 日米関係の強化に「賛成」、日中関係の強化に（賛成とも反対とも）「どちらともいえない」、日韓関係の強化に「どちらかといえば賛成」と回答
- 2024年衆院選の毎日新聞のアンケートでは以下のような立場を示している[69]
  - ロシアから侵攻を受けているウクライナに対する支援について、「今の支援方針でよい」と回答
  - 台頭する中国との付き合い方について、2021年衆院選の毎日新聞に続いて「より強い態度で臨むべきだ」と回答[68]
  - 防衛費増額の財源確保に向けて法人税など3つの税目で増税するとしている政府の方針について、「防衛費増の方針に賛成するが、そのための増税はすべきではない」と回答

#### エネルギー
- 2012年衆院選の毎日新聞のアンケートでは以下のような立場を示している[85]
  - 今後のエネルギー政策について、「原子力規制委員会の新基準を満たした原発は再稼働すべき」と回答
  - 2030年代原発ゼロを目指すとしている政府の方針について、「支持しない」と回答
- 月刊Hanadaの2021年2月号のインタビューでは、「原発に頼らなくてもいい状態なら頼らないほうがいいんだけれども、『原発ゼロ』をドーンと掲げて問題がすべて解決するわけではない。使用済み核燃料の問題や日米原子力協定があり、中国や韓国が原発を推進しているなかで、技術者が日本からいなくなっていいのか。」と述べ、現実的なエネルギー政策を追求すべきだと訴えた[112]
- 2021年衆院選のNHKのアンケートでは以下のような立場を示している[67]
  - 国内の電源構成のうち2019年度の時点で約18%を占めている再生可能エネルギーの今後の普及について、「再エネを主力電源にすべき」と回答
  - 原子力発電への依存度について、今後は「下げるべき」と回答
- 2021年衆院選の毎日新聞のアンケートでは以下のような立場を示している[68]
  - 原発について、「当面は必要だが、将来的には廃止すべきだ」と回答
  - 政府が新たな温室効果ガス削減目標として掲げた「2030年度までに13年比46%削減」について、「目標は妥当だ」と回答
- 2022年参院選、2024年衆院選と国民民主党が選挙公約のエネルギー政策で、旧国民民主党時代から必要性は認めていた安全基準を満たした原発の再稼働に加えて、新たに原発のリプレース（建て替え）や新増設を明記したことで「2030年代原発ゼロ」を訴えていた旧国民民主党時代の政策との整合性が指摘されていることに関して、玉木は自身のXに「ロシアのウクライナ侵攻による世界のエネルギー情勢の変化も踏まえ、新国民民主党になってエネルギー政策は変わっています」と投稿し、情勢の変化も踏まえた政策のアップデートは当然だと訴えた[113]
- 2024年10月、産経新聞の正論11月号「新政権誕生」のインタビューでは、今後のエネルギー政策について「電力の安定供給を確保できない人、非現実的なエネルギー政策を掲げる人は総理になるべきではない」と述べた上で「エネルギー自給率が13%しかない我が国において、原子力発電か、再生可能エネルギーかという愚かな二者択一をやっている場合ではありません。電源間の優劣を議論する前に、使える電源は全部使い、安価で安定的な電力供給を確保しなければならない。」と主張した[114]
- 2024年衆院選のNHKのアンケートでは以下のような立場を示している[78]
  - 原子力発電への依存度について、今後は「高めるべき」と回答
  - 電源構成に占める再生可能エネルギーの割合について、今後も「今の程度でよい」と回答
- 2024年衆院選の読売新聞のアンケートでは、原子力発電について「原子力発電を今後も活用する」と回答[79]
- 2024年衆院選の毎日新聞のアンケートでは以下のような立場を示している[69]
  - 2050年までに温室効果ガスの排出を実質ゼロにするとしている政府の目標について、「今の目標でいい」と回答
  - 企業などに対して、二酸化炭素排出量に応じて課税する炭素税を強化していくことに「反対」と回答
  - 原発について、「原発は今後も必要で、老朽原発の建て替えだけでなく新増設も認めるべきだ」と回答

#### 憲法
- 2012年衆院選の朝日新聞のアンケートでは、憲法改正に「賛成」と回答
- 2016年民進党代表選挙では憲法審査会での憲法改正議論の推進に前向きな考えを示し、議論する項目として憲法裁判所の設置や統治機構改革を挙げた。憲法9条の改正については「優先順位は低い」とした上で、「海外での武力行使を認めるような改正には反対」と述べた[115][116][117]。
- 希望の党時代は以下のような立場を示している
  - 2017年衆院選の朝日新聞のアンケートでは、憲法改正について「どちらかと言えば賛成」と回答し、改正すべき項目として憲法7条の解散権の制約と憲法94条の地方自治を列挙した[118]
  - 2017年希望の党共同代表選挙では憲法改正について以下のように語っている
    - 憲法改正について「しっかり議論したらいい」と主張した上で、9条も含めた議論を容認するものの、地方自治や解散権の制約を優先的に議論すべきだと訴えた。9条については自衛隊の行使できる自衛権の範囲が憲法上明確でないことを問題視し、「しっかりと自衛権の範囲に縛りをかける。あるいは、その制約を明記する意味で、改正論は私はあっていいと思う」と述べた[119]。
    - 共同代表選出後の産経新聞のインタビューでは、9条改正の議論について「『安倍晋三政権だからしない』とは言わない」と述べた上で「私が個人的に心配するのは、自衛隊の皆さんの国際法上の位置づけです。いわゆる『警察以上軍隊未満』、あるいは『警察官以上軍人未満』という立場では、仮に自衛のための戦争で自衛隊員が捕虜になった場合でも、国際法上の保護がしっかり受けられるのでしょうか。隊員の人権や待遇を保持する観点から、現行憲法の規定では十分なのか。しっかり議論が必要です。」と語った[120]
    - 共同代表選出後、2017年12月22日の日本記者クラブでの記者会見では9条改正の議論について、改めて「安倍政権だからしない」といった立場は取らないとした上で自衛権行使の限界や歯止めを明確にする「護憲的改憲論」の立場から議論に応じる考えを示した[121][122]

  - 2018年1月12日、内閣総理大臣の安倍晋三が目指している憲法9条の改正について、「安倍総理は9条を改正しても自衛隊の役割は変わらないと言った。変わらないなら変える必要はない」と述べて反対を明言した。また、まずは自衛権の在り方を議論すべきだとした上で「おかしな改憲議論は正していく」と強調した[123][124]。
  - 2018年1月24日の衆院本会議での各党代表質問では、自民党が目指す戦力不保持や交戦権の否認を定めた憲法9条2項を維持したまま、9条の2という新たな規定を設けて自衛隊を明記するとしている憲法改正について「矛盾を固定化、明文化することになる」と指摘。「自衛隊の役割が変わらないのなら改正の必要がない」と訴えた。代表質問後、記者団に「国民にとって変化のある、意味のある憲法改正に集中すべきだ」と述べた[125]。
- 旧国民民主党時代は以下のような立場を示している
  - 2018年10月29日の各党代表質問では、自民党が掲げる憲法9条の改正案について「自民党案では『必要最小限度』との制約がなくなり、何の限定もない集団的自衛権の行使さえできる可能性がある」と批判した上で、「自衛権の範囲を憲法上明確にし、平和主義の定義を国民自身で行う平和的改憲の議論を行うべきだ」と訴えた。また、先の大戦の教訓や憲法の平和主義を踏まえ「我が国にとっての急迫不正の侵害がある場合であって、これを排除する他の適当な手段がない場合には、必要最小限度の実力行使が可能である旨を憲法に明記し、海外派兵はしない、他国の戦争に参画することはないということを条文上明らかにする」と説明した[126]。
  - 2019年9月27日、日本若者協議会主催のイベント「若者が考える憲法改正 vol.1〜国民民主党 玉木雄一郎代表がホンネで語る憲法改正論〜」にゲストスピーカーとして出席し、憲法9条の改正について以下のように語った[127]
    - 9条改正について「2014年の政府による解釈改憲以来、武力行使の要件という従来のタガが外れた状態。例えるなら『武力行使』という名のライオンが、それまで閉じ込められていた檻の外に出てしまっている」とした上で、「9条を崇め奉っていれば平和が守られるという局面は、すでに終わっている。武力行使を一定範囲にとどめるつもりならば、（一旦、外に出てしまった）ライオンを閉じ込める『新しい檻』を準備する必要がある。具体的に、どこまでの範囲なら、武力行使を容認するかを議論する、現実的な『平和的改憲論』が必要だ」と述べた
    - 自民党が提示している改憲案については、「改憲案が認める『必要な自衛の措置』とは何か。誰が決めるのか」と、改憲案が武力行使の範囲について不明瞭である点を一番に問題視し、「『自衛隊』という組織名を書き込むことばかりを安倍総理は強調するが、武力行使の範囲をどこまで認めるかの議論の方がはるかに重要だ」と、自民党案を批判した
    - 平和主義の在り方については、「軍事技術の進歩とともに、同盟国との一体性は一層強まっており、個別的自衛権の範囲もゆらぎつつある」と述べた上で「タダで平和は守れない。どのような時にわれわれは戦争を覚悟するのか。憲法が掲げる『平和主義』とは何なのか。突き詰めた議論をし、国民のコンセンサスを広く求めていくことが重要だ」と訴えた
- 国民民主党を立ち上げて以降は以下のような立場を示している
  - 月刊Hanadaの2021年2月号のインタビューでは、憲法9条について「憲法9条の議論、安全保障の議論の本質は、日本という国はどういうときに武力行使をするのか、もっと突っ込んで言えば、どういう時なら戦争をするのかという境界線を国民と共有するプロセスにある」と述べた上で、まずは自衛隊を軍隊として位置づけ、自衛隊が行使可能な自衛権の範囲を憲法に書くことが重要だと主張した。安倍政権時代に自民党が示した「9条1項及び2項維持、自衛隊明記」との改憲案については、「現実的だという評価もあるでしょうが、私は安倍前総理のこの案は極めて中途半端、場当たり的であり、あまり評価はしていません。であれば、9条の2項を削除したほうがいい。」と語った。自衛権の範囲については、武力行使の新3要件を憲法に書くことが一番シンプルだと語った[128]。
  - 2021年衆院選の毎日新聞のアンケートでは、憲法改正に「賛成」と回答[68]
  - 2022年3月24日の衆院憲法審査会では国民民主党としての緊急事態条項に対する考え方を説明し、「緊急事態条項自体が危ないのではなく、まともな緊急事態条項がない中、曖昧なルールの下での行政府による恣意的な権力行使によって、憲法上の権利が制限されうる状態こそが危ない」と訴えた[129]。以降の憲法審査会でも同様のことを主張し、緊急事態条項の必要性を訴えた。
  - 2023年5月11日の衆院憲法審査会では憲法9条の改正について、「自民党の9条改正案の問題は、自衛隊の『組織としての違憲論』は解消されても、自衛権の行使という『行為についての違憲論』が解消されないことである」と批判した上で、「自衛隊が、9条2項で禁止されている『戦力』なのかどうかを曖昧にし続けるが故に自民党案の『国防規定』では違憲論を解消することができない」と指摘し、「9条改正を検討するのであれば、自衛隊を『戦力』として位置付ける本質的な議論を行うべきであって、戦力不保持を定めた9条2項の『範囲の中』で『解釈』によって自衛隊を『戦力もどき』と位置付けるやり方そのものを改めるべきだ」と訴えた[130]
  - 2023年国民民主党代表選挙では、相手候補である前原誠司との共同記者会見で憲法改正について以下のように語っている[131][132][133]
    - 緊急事態条項について、「まず各党と比較的合意が取れている緊急事態条項、特に議員任期の延長については秋の臨時国会で条文案をまとめて来年の発議を目指して具体的なスケジュールを決めて進めるべきだ」と訴えた
    - 憲法9条の改正については、「最も憲法の規範性が骨抜きになっているのが9条。時の政権の自由な解釈に委ねられてしまっていて憲法で書いてあることに意味がほとんどなくなってしまっている。だから9条改正は私は必要だと思っている。」と述べた上で、「ただ、中身について9条2項の戦力不保持との関係で自衛権あるいは戦力をきちんと持てるんだという、行為の明確化というか自衛権をきちんと憲法上位置付ける、組織の違憲論を解消することと行為の違憲論を解消することを同時に行うような意味のある9条改正をぜひ進めていきたい」と語り、9条の抜本改正に意欲を示した

  - 2023年9月14日、市民連合が野党4党と「憲法9条と13条の政治の実現」を軸とした共通政策をまとめ、国民民主党に対しても参加を呼びかけたことに関し[134]、同年9月19日の会見で「市民連合さんが言う憲法9条を守る事で、一体何を守ろうとしているのかよくわからない。9条を守る事で結果的に行政権が時の解釈によってやりたい放題になっていて、自衛権の行使が時の政権によって自由自在に伸び縮みする。その事を9条を守る事により許容してしまっている。」と述べて市民連合に対して疑問を呈した[135]
  - 2023年11月16日の衆院憲法審査会では憲法9条の改正について、「重要で積極的に議論を提起していきたい」と述べる一方、現在の自民党案が戦力不保持を定めた9条2項を存置した上で、自衛隊の行使する自衛権についてはこれまでの9条2項の解釈の範囲内とする内容となっていることに触れ、「できることは何も変わらない。何も変わらないので、自衛権をめぐる違憲論争も解消されない。」と批判し、「そんな『労多くして益なし』の改憲を本気でやるつもりなのか。我が党は、9条2項を削除するか、仮に残す場合であっても、9条2項の例外として自衛権を位置付けるべきと提案している。わざわざ改憲したのに、違憲論が残り続ける内容では、危険を顧みず身をもって責務の完遂に務める自衛隊の皆さんの期待に応えられない。中途半端な9条改憲案は将来に禍根を残すものとなる。自衛権の範囲を複雑な解釈に依存する現状を改める、いわば『解釈のラビリンス（迷宮）』から抜け出すことのできる、本質的な議論が必要だ。」と訴えた[136]
  - 2024年1月、産経新聞「夜の政論」の取材では自民党が主張している憲法9条の条文を残したまま新たに設けた9条の2に自衛隊を明記するだけの憲法改正について、「自民の9条改正案はあまりに生ぬるい。9条1、2項をそのまま残して自衛隊の明記だけしても、できることは何も変わらない。北朝鮮に行って拉致被害者を救出することもできない。自衛隊の名前を書くなら組織論としての違憲は消えるだろうが、自衛隊が自衛権を行使しても、9条2項との関係で違憲論をひきずったままになると思う。この問題を残したまま発議し、国民投票で否決されたら、その瞬間に自衛隊の存在が宙に浮いてしまう。自衛隊が不安定な状態になったとき、中国が軍事的圧力をかけてくると思うよ。」と述べた。また、「その意味では、自民の改正案に反対した石破さんと気が合う。この案は公明党も飲めるように中途半端に妥協した結果だ。自民も適当に保守の票がほしいがために、ごまかしている感じがするんだよ。中途半端なものはかえって改憲を遠ざける」と述べて自民党を批判した[137]。
  - 2024年4月11日の衆院憲法審査会では9条改正について、自民党が主張している9条の2を新たに設けて自衛隊を明記するいわゆる自衛隊明記論を「何度も申し上げているとおり、違憲論を解消できない法律的にはほとんど意味のないものであって、『労多くして益なし』の改憲案だ」と批判した上で、「まだ、個人的には、2012年の憲法改正草案の『国防軍』規定の方が法律的には整合性が取れていると考える」と述べた[138]
  - 2024年4月18日の衆院憲法審査会では9条改正について、「9条を改正する場合には、自衛隊に『戦力』としての位置付けを与える必要があるのではないか。自衛隊は『戦力』なのか否かの問題に解決策を示す改憲案でなければ、9条2項との関係で違憲論は解消されない。その意味で意味がない」と主張した[139]
  - 2024年4月20日の衆院憲法審査会では9条改正について、以下のように述べている[140]
    - 「やはり9条ということを改正するのであれば、国家国民を守るため、国家権力にいかなる軍事的公権力の行使を認めるのかという本質的な議論が必要だ」とした上で、「自民党案にしても維新案にしても、改正しようとする中身は、結局、時の解釈に委ねますよという改正をしようとしている。それは、憲法改正の議論として果たして意味があるのか。私も、国防規定は必要だと思う。ただ、その国防規定は、時の政権を誰が持つのか、そのときの政治勢力や政治的な考え方によって考えが変わってくるし、9条2項という、戦力を持っちゃ駄目ということが生きているので、その関係の中で規定されるので、いつまでたっても違憲論は消えない。つまり、違憲論を伴う国防規定ほど情けないものはないと思う。国防規定を設けるのであれば、組織としても、その組織が行使する自衛権についても違憲論が出ないような国防規定にしないと、前線で命を懸けて戦っている自衛隊の皆さんに申し訳ないと思う。いつまでたっても違憲論をまとうような、そんな国防規定を私は改正で作るべきではないと思う。」と述べた
    - 具体的にどのように改正していくかについては、「論理的帰着として、やはり9条2項の削除は議論すべき」だとした上で、仮に削除しない場合でも新たに設ける規定は自民案のように「解釈を維持」や維新案のように「解釈の範囲内」ではなく、9条2項の例外規定として設けるべきだと主張した
    - 自衛権をどう書いていくかについては、「新三要件を書けばいいと思う。あそこまで細かく書くのが規律密度が低い日本国憲法に合わないというのであれば、ぼやかし方をいろいろ工夫したらいいと思うが。」とした上で、「もう一つ、我が党が示しているのは、急迫不正の侵害の一つ目の要件で、これは旧三要件を少し変えて、我が国に対する急迫不正の侵害というのを、我が国にとっての急迫不正の侵害ということで、一部集団的自衛権、かつ、結果として我が国に影響が及ぶものを読めるような条文の書き方はできないのかなということも今考えている。いずれにしても、国防規定を設けるのであれば、やはり、組織にしても行為にしても違憲論が残らないようなものにしたい、するべきだと思う。」と述べている

  - 2024年6月9日、BSテレ東の『NIKKEI 日曜サロン』に出演した際には憲法改正議論、特に9条について「『9条を守れ』と言ってる人（共産党など護憲派）が一体何を守ろうとしているのかよく分からない。結局条文を守ることで解釈を広げていって集団的自衛権まで一部できるようになってしまった憲法に意義があるのか。であれば憲法改正をして、正面から9条2項で禁止している戦力・軍隊と認め、でも平和国家日本として行使できる自衛権の範囲はここまでという歯止めをかけるべき。」と述べた[141]
  - 2024年10月、産経新聞の「正論11月号『新政権誕生』」のインタビューでは、憲法9条の改正について自民党を念頭に「支持層へのアピールのための改憲論の時代は過ぎ去っている」と指摘した上で、「政治家は国家として、自衛のための実力組織に『何を』『どこまで』任せるのかという具体的な議論から逃げてはいけない。しかし自民党のスタンスは、9条2項と自衛隊の関係を整理するという本質を避けている印象だ。例えば石破茂氏は『アジア版NATO』構想を唱えていたが、それは集団安全保障の枠組みに他ならない。平和安全法制で集団的自衛権の行使は可能になったが、両者は別物だ。石破氏が本気でご自身の構想を実現するなら、9条2項の問題は避けられないはずだ。自衛隊と、それが行使する自衛権が違憲と言われない改憲が必要だ。各候補者が尊重するとしている自民党の論点整理では、労多くして益なし、むしろ害悪が生じる可能性すらある。また、自衛隊明記に関する改正案が国民投票で否決されれば、違憲確認訴訟を起こす団体が出てくるだろう。ただでさえ憲法上で定義がないものを解釈で乗り切ってきたのに、ますます自衛隊の地位を脅かしかねない。」と述べた[142]
  - 2024年10月7日の各党代表質問では、内閣総理大臣の石破茂に対して「所信には、石破総理一番の肝煎りである『アジア版NATO』の言及が全くありませんでした。なぜですか。その程度の政策なのですか。NATOは北大西洋条約第5条で『締約国は、ヨーロッパ又は北アメリカにおける一又は二以上の締約国に対する武力攻撃を全締約国に対する攻撃とみなすことに同意する。』と規定している通り、まさに集団的自衛権を行使する枠組みです。仮に、NATOと同じような枠組みをアジアで作るのなら、フルスペックの集団的自衛権を行使するための憲法改正が不可欠です。しかし、現在の自民党の改憲案は9条の解釈を変えずに自衛隊を明記するだけであり不十分です。石破総理の訴える『アジア版NATO』の実現には、憲法9条2項を削除するなどの憲法改正が必要だと考えますが、自民党総裁としての見解を求めます。誤魔化さずにお答えください。」と質問した[143]
  - 2024年衆院選のNHKのアンケートでは以下のような立場を示している[78]
    - 今の憲法を改正する「必要がある」と回答
    - 憲法9条を改正して自衛隊を明記することに「反対」と回答
    - 大規模災害やテロなどの緊急事態が発生した際に政府の権限を一時的に強めたり、国会議員の任期を延長したりする緊急事態条項を設けることに「賛成」と回答

  - 2024年衆院選の読売新聞のアンケートでは以下のような立場を示している[79]
    - 今の憲法を改正することに「賛成」と回答
    - 今の憲法で条文を改めたり、新たな条文を加えたりする方が良いと思う項目について、「緊急事態条項の創設」と回答
    - 憲法を改正して自衛隊を明記することに（賛成とも反対とも）「どちらともいえない」と回答

  - 2024年衆院選の毎日新聞のアンケートでは以下のような立場を示している[69]
    - 憲法改正に「賛成」と回答
    - 憲法9条の改正について、「無回答」と回答
    - 緊急事態条項について、「国会議員の任期延長のみ認めるべきだ」と回答

  - 2025年5月23日の産経新聞のインタビューでは、石破政権下で憲法改正に向けた議論が進んでいないことについて「自民は改憲を推進する意思も能力も失っている。今やるべき議論は9条の議論だ。戦後の世界秩序が変わりつつある中、自分の国を自分で守るために必要な装備、それを支える法体系を右も左も関係なく、虚心坦懐に考えるべきときにきている。国家が国家として存続できなければ、平和も安全も福祉もない。党派を超えて議論していきたい」と述べた[144]

#### 皇室観
- 2024年衆院選のNHKのアンケートでは以下のような立場を示している[78]
  - 女性天皇を認めることに「反対」と回答
  - 女系天皇を認めることに「反対」と回答
- 2024年衆院選の読売新聞のアンケートでは、皇位継承権について「父方が天皇の血を引く男系男子のみ皇位を継承できる現在の制度を維持する」と回答[79]
- 2024年衆院選の毎日新聞のアンケートでは以下のような立場を示している[69]
  - 皇族の減少対策について、「皇族の女性を結婚後も皇室に残せるようにし、旧宮家出身の『男系男子』を皇族の養子にできるようにもする」と回答
  - 女性天皇に「反対」と回答

#### 社会保障
- 2024年衆院選のNHKのアンケートでは以下のような立場を示している[78]
  - 社会保険料負担のあり方について、「給付を抑制して、負担を増やさないようにすべき」と回答
  - マイナンバーカードと保険証の一体化に伴って健康保険証を同年12月に廃止するとしている政府の方針について、「方針通り廃止すべき」と回答
- 2024年衆院選の毎日新聞のアンケートでは、社会保障制度の維持に関して「給付水準を下げて国民負担を抑えるべきだ」と回答[69]

#### 教育
- 2016年民進党代表選挙以来、財政法の見直しにより教育国債という新たな国債を発行して子育て・教育予算を倍増させると訴え続けている[145]
- 2024年衆院選の毎日新聞のアンケートでは、国立大学の学費を値上げすることに「反対」と回答[69]
- 2024年12月3日の産経新聞のインタビューでは、同年10月に児童手当の支給対象を広げたことに伴い、令和7年度税制改正では高校生の扶養控除の縮小が焦点となっていることについて聞かれると、「逆だ。『異次元の少子化対策』というのなら給付も控除も両方やるべきだ。二重に支援したら良い。それぐらいやらないと、今の少子化のトレンドは変えられない。また、（16歳未満の）年少扶養控除の復活は教育国債を発行してもやるべきだ。それによって生まれてこなかった子供が一人生まれれば立派な納税者になる。『ケチケチ』やっていたら子供は減るばかりだ」と述べた[146]

#### 労働政策
- 2024年衆院選の毎日新聞のアンケートでは、従業員の解雇にかかわる規制を緩和することに賛成か反対かについて「回答しない」と回答[69]

#### 農業政策
- 2018年1月12日、農業協同組合新聞のインタビューでは「わが党も憲法を議論するならスイスのように食料安保を憲法に書き込むぐらいのことを検討しようと言っています。」と述べた。また、「結局、国家の基本として、地方をどうするのか、農業をどうするのか、といった議論がない」と安倍政権を批判した上で、「今の農政も産業政策と地域政策の両方が大事だと言いながら、やはり産業政策だけに行きがちです。現実的な国家安全保障政策、持続可能な社会保障制度に加えて、食料安全保障も重要だと考えます。2050年には世界人口はかなり増え、食料の需要も今の1.5倍から2倍になる中、自国民を食べさせる食料は一定程度、自国の国土で自国民によって作り上げる。その基本を忘れると国家は滅びます。」と述べた[147]。
- 2019年、三橋貴明のYouTubeチャンネル「三橋TV」に出演した際には「憲法改正するなら食料安全保障とか食の安全を憲法に書くべき。国民の健康や生命を脅かすような通商協定は結んではならないことを政府に義務付ける、というようなことをやっていく憲法改正がこれから必要なんじゃないか。」と述べた。また、TPPについても極めて慎重な立場であることを明かした[148]。
- 2024年12月25日、農業協同組合新聞のインタビューでは同年に食料・農業・農村基本法が改正されたことについて「今回の改正基本法ではスマート農業の導入や輸出の増大などを掲げていますが、いちばん肝心な営農継続可能な所得をどう確保するのかということはまったく書かれていません。農業経営の大規模化や効率化の努力は必要だということは相変わらず書かれていますが、それはすでにやってきたことです。（略）このように農業者にも消費者にも努力を求めていますが、国は何をするのかが欠けています。農業でも効率化を重視する産業政策を否定はしませんが、一方で多面的機能を重視し農業や農地の持つ公共性ということに着目した地域政策についての国の努力はどこに行ったのでしょうか。それは直接支払いしかないと我々国民民主党は考えています。価格の形成は基本的には市場に任せればいいのですが、営農継続可能な所得は政策で保障する必要があります。」と述べた[149]

#### 移民・外国人
- 2021年12月21日、東京都武蔵野市議会が日本人と外国人を区別せずに投票権を認める住民投票条例案を否決したことについて「こういうことが（外国人に対する）地方参政権の容認につながっていく。否決されて安心したというのが率直な思いだ」と述べた。また、「まずは外国人の人権について憲法上どうするのか議論すべきで、そういう議論がなく拙速に外国人にさまざまな権利を認めるのは、極めて慎重であるべきだ」と強調した[150]。
- 2024年、移民政策について2018年に「欧米的な移民受け入れを」と述べた日経新聞の記事[151]がX上で拡散されると、玉木は自身のXに「すでにノートもついてますが、私は以前から、国が責任持って対応せず自治体任せにするなら外国人の受け入れ拡大には反対だと言っています」と投稿。さらに、「育成就労制度は、家族の帯同を認める特定技能2号に移行できます。また、これまでの技能実習制度と異なり転職可能なので県境を跨いだ移動が可能です。したがって、個々の自治体任せでは限界があり、予算も含めて国が責任を持たないと様々な社会問題を引き起こすと懸念します。自民党政権は、こうした“事実上の移民”の受け入れに道を開きながら、対策は地方に丸投げしたままです。こんなやり方には反対です」と投稿した[152]。
- 2024年衆院選の毎日新聞のアンケートでは、外国人労働者の受け入れについて「より抑制的に対応すべきだ」と回答[69]

#### 政治改革
- 2023年6月26日、衆院の選挙制度改革を議論する与野党協議会に招かれた細川護熙元総理が、約30年前に導入した小選挙区比例代表並立制について、「緩やかな多党制（による政権交代）を目指した制度で、二大政党制（による政権交代）を目指したものではない」と述べたことを受けて、玉木は記者会見で、「（制度の）創設者である細川さん自身が言ったということは、この30年は何だったんだということになる。二大政党制を目指してやってきた人たちからすると、天地がひっくり返る話で、もう無理だということが確定したのではないか。」と述べた[153][154][155]
- 2023年国民民主党代表選挙では、「穏健な多党制による政権交代のある政治体制をめざす」ことを公約に掲げた[156]。また、出馬会見でも「よく『自民党の補完勢力ではないか』と言われるが、政権交代を目指す。ただ、今の選挙制度のもとでは、穏健な多党制による政権交代が現実的だ。」と述べた[157]。
- 2024年1月9日、週刊エコノミストが企画した田原総一朗や泉健太、馬場伸幸との4者対談では、政権交代について「現実的な話をすると、本当に自公政権から交代するということであれば、今の小選挙区制の下では野党第1党（立憲）と第2党（維新）の選挙区調整ができるかどうかだ。 第1党、第2党がある程度方向性が一致しないと自公政権を崩せない。」と述べた[158]
- 2024年衆院選のNHKのアンケートでは以下のような立場を示している[78]
  - 同年6月に成立した改正政治資金規正法が「政治とカネ」の問題の再発防止にどの程度の効果があるかについて、「まったくない」と回答
  - 政党から議員に支給される政策活動費を廃止することに「賛成」と回答
- 2024年衆院選の毎日新聞のアンケートでは、国会議員の被選挙権年齢の引き下げに「賛成」と回答[69]

#### ジェンダー
- 2024年衆院選のNHKのアンケートでは以下のような立場を示している[78]
  - 選択的夫婦別姓制度の導入に「賛成」と回答
  - 同性婚を法律で認めることについて、「無回答」と回答
- 2024年衆院選の読売新聞のアンケートでは以下のような立場を示している[79]
  - 夫婦の名字について、「法律を改正して、選択的夫婦別姓制度を導入する」と回答
  - 同性同士の結婚を法律で認めることに「どちらかといえば賛成」と回答
- 2024年衆院選の毎日新聞のアンケートでは以下のような立場を示している[69]
  - 選択的夫婦別姓制度の導入に「賛成」と回答
  - 同性婚を制度化することについて、「無回答」と回答
- 2025年1月17日、産経新聞のインタビューでは1月24日に招集される通常国会で焦点となる見通しの選択的夫婦別姓の導入について、「自分が生まれたときの姓を引き続き使いたいという人が、選択できるような制度はきちんと整備すべきだ。ただ、子供の姓をどうするのかについては慎重な議論が必要だ」と述べた。また、合意形成のプロセスについては「与野党で合意が得られれば成立させればいいとは思うが、強行採決をして決めるような話ではない。やはり国民の多くが納得できる合意形成が大事で、選択的夫婦別姓を認めることが善で、認めないことが悪であるという分断が起きないようにすべきだ」と訴えた[159]。
- 2025年3月6日、連合会長の芳野友子との会談後の記者会見では選択的夫婦別姓について「基本的に進める立場」とことわった上で、「旧姓使用の拡大ではなく、選択的夫婦別姓にしなければならない限界的な事例がどれだけあるのか、立法事実を確認する必要がある」と指摘し、以前よりも選択的夫婦別姓の導入に対して消極的になったとも取れる認識を示した[160]

## 人物

### 天理教の信仰
天理教公式の機関紙『天理時報』2017年5月28日号にて、香川県さぬき市の香梅川分教会所属の「ようぼく議員」（「ようぼく」とは天理教の用語で信者のこと）として紹介されている。
同紙によると、かねて親交のあった香梅川分教会長に導かれ、8年前に初席を運んで以来、公務の合間を縫っておぢば（聖地である天理市）へ足を運んできたとされ、ようぼく議員として、ようきぐらし世界建設の一端を担う抱負を語ったとされる。

### 大平正芳（元首相）との関係
- 政界入りを目指した玉木が、2005年の衆院選で落選した後、2009年の衆院選で初当選して政界入りを果たしたことには、「玉木と、大平正芳（元首相、玉木と同じく香川県出身）は遠い親戚の間柄である」とされ、大平家が玉木を支援したことが大きく影響している（→「#初期のキャリア (2005-2009)#大平家の支援」）

- 『週刊新潮』（2024年11月14日号）は、「玉木と大平正芳は、遠い親戚の間柄である」とは、「『玉木の実父の実姉（玉木の父方の伯母）の夫（玉木の父方の義理の伯父）の実弟』と、『大平正芳の実子（2男）の妻の実妹』が、夫婦である」という、甚だ疎遠な関係を意味する、と報じた[162]。
- 花田紀凱は、産経新聞（ネット版、2024年11月10日付）で、週刊新潮の当該報道に言及して「玉木は未だ首相になっていない。たまたま話題になっただけの玉木の出自まで知ろうとは思わない」という趣旨を述べた[163]。

### 地元市議・元秘書との関係
『AREA dot.』の取材・報道によると、2010年代前半頃（旧民主党時代）、一部の地元市議や秘書（元秘書）らに対し、選挙の時期を中心に、精神的な苦痛を受けて心身を壊したり、職を辞したと言われるほどの厳しい言動があったとされる。同社は事務所に対し、前述の内容についての認識を問うたところ、これらの内容について「ご指摘の発言をした認識はなく、思い当たる節もない」旨の回答をし、否定している。しかし、「新国民民主党を設立した際には、党の存亡もかかっていたこともあり、新立憲民主党会派に加わることになった地方議員に対し、強い言葉になった部分は反省をしている」とも回答をしている。

### 日本獣医師会との関係
- 獣医師問題議員連盟事務局長を務める玉木[165]は、香川県獣医師会副会長の父親を持ち、2010年には自身のTwitterで「畜産農家のメンタルケアも重要です。政府をあげて対応しなければなりません。産業動物の獣医が不足していることにも、早急な対応が必要です」と訴えた[166]。

- 2012年に日本の大学に獣医学部を新設することに強く反対する日本獣医師会から100万円の政治献金を受けた[167]。

- 2015年に開催された日本獣医師会の第72回通常総会に参加した際には、「このような教育の分野、あるいは医療の分野は、そもそも特区として、地域の例外を作り、進めるべき話ではないと思います。もし、おかしな方向に向かいそうになった際は、しっかりと止めることもわれわれの責任と思っておりますので、十分な監視もしていきたいと思っております」と語った[168]。

- 産経新聞は「日本獣医師会との深いつながりがある」と報じた[169][170]。

- 日本獣医師会が強く反対している加計学園の獣医学部新設問題では、朝日新聞が入手した「大臣ご確認事項に対する内閣府の回答」という題名の文書を5月17日に報じ、同日に玉木が朝日新聞の内容を元に国会質問を行って、野党の追及の先鞭をつけた。7月24日の衆議院の閉会中審査でも、加計学園の獣医学部新設の白紙撤回を安倍晋三内閣総理大臣に求めた[171]。

- 2021年には自身のYouTubeチャンネル上で、「獣医が足りないから獣医学部を作れと言うが、犬猫の獣医まで含めた獣医の数自体は十分にいる。牛や豚の獣医は待遇とかが悪いので足りない。（中略）鳥インフルエンザとかが発生した時に対応できるいわゆる産業動物の獣医が少ないので、そこは単に学校作ったから増えるのではなくて、そういった分野に行く人をどうやって作らなきゃいけないかが大事だ、ということをずっと私は訴えていた。」と発言。2010年の発言と2015年の発言に矛盾はないとしている[172]。

### 統一教会との関係
世界平和統一家庭連合（旧統一教会）系の日刊紙「世界日報」のインタビュー取材を複数回受けているほか、同紙元社長から計3万円の寄付を受けていたことを公表している。しかし、本人は一貫して「個人としても党としても一切関係ない」と旧統一教会との関係を否定しており、寄付についても「適正に処理した」と説明している。
- 2020年11月12日と2022年3月9日、「世界日報」のインタビュー取材を受け、憲法改正や政策について語った[173][174]。
- 2022年7月14日、安倍晋三銃撃事件後、旧統一教会との関係を問われ、「個人としても、党としても一切関係ない。家庭連合の会合に出席したことはない」と答え、世界日報のインタビューについては「政党あるいは政策を知ってもらいたい観点」だったと説明した[175][176]。
- 2022年7月19日、2016年に「世界日報」元社長から2回にわたり計3万円の寄付を受けていたことを公表。「適正に処理され、やましいことは一切ない」として返還する考えはないと述べた[175][177]。また、「旧統一教会あるいはその後継組織の集会やイベントに参加したことはない」と述べ、旧統一教会との関係を否定した[178]。
- 2022年8月5日、寄付金の返還について「返さないとは言っていない」とし、教団が指摘されている霊感商法や献金強要被害などの問題の「全容解明」を待って判断すると述べた[177]。
- 2023年5月26日、憲法改正イベント「安倍晋三名誉会長を偲び、新しい憲法を制定する推進大会」に参加。このイベントには旧統一教会の信者が多数参加し、会場準備のボランティアとして携わっていた。TBSの取材に対し、玉木は主催者が「新憲法制定議員同盟」であったことが出席の理由だとした上で、今後は「可能な限り調査 注意していく」とコメントした[179]。
- 2024年11月時点で、世界日報側は玉木への評価記事を掲載しているが[180]、玉木自身は今後、世界日報の取材には応じない意向を示している[181][182]。

### その他
- 上の弟は兄の信用を使い株式売買契約を締結したことにより2つの民事訴訟の判決で東京地裁から1550万円の支払いを命じられている[183]
  - その他にも金銭トラブルで刑事告訴されていることについて週刊FLASHの取材に対し弟は永田町で財務省の公用車が起こしたひき逃げ死亡事件を引き合いに出し、「あの被害者は、なんで亡くなったかわかりますか。あなたも身辺に気をつけたほうがいいですよ」と、記者に殺人をほのめかす脅迫をした[184]。
- 木内孝胤は悪い人ではないが、代表選時に推薦人になっても感謝してもらえなかったとしている[18]。

- 尊敬する政治家は、内閣総理大臣を務めた大平正芳[185]。
  - 大平とは遠戚である[186]ほか、香川県の農家の出身であることも共通している[8]。
  - 地盤である現在の香川県第2区は、かつての大平の地盤（中選挙区時代の香川2区）の一部を引き継いだ地区でもある[注釈 4]。
  - 2009年からは大平の孫娘である渡辺満子（元・日本テレビプロデューサー、元日本テレビ取締役専務執行役員・渡辺弘の妻）が玉木の公設秘書を務めた[8]。

- 保守政治家を自認し、その本質を「それは継続性に対するリスペクトではないでしょうか。長く繋がる鎖の一つとして、先達から受け継ぎ、次代へバトンをわたすという信条を土台に、物事を発想するのが本来の保守政治家だと私は考えています。」と述べている。かつて内閣総理大臣を務めた大平正芳の座右の銘である「永遠の今」について、「過去への敬意と未来に対する責任を持つ態度のことであり、保守を象徴する言葉として強く共感する」と述べている[187]。

- 2009年に国会へ初登院した際は、一番乗りでの登院を目指して午前3時すぎに正門前へ到着したものの、民主党の同僚議員であった三宅雪子に先を越され、第二着となった[188][189]。
  - その後、2012年に再選された際の国会開会日には一番乗りで登院した。この日は前回より遅い午前6時すぎの到着であったため玉木自身も驚き、「与党の1年生議員が先にいると思ったんですが……。投票率も低かったし、トーンが落ちているのかな」と述べた[188]。

- 2014年から玉木の公設第一秘書を務めた町川順子[190]は、2021年の衆議院選挙に香川1区から日本維新の会公認で立候補した[191]（結果、同区では立憲民主党の小川淳也が当選し、町川は落選した[192]）。なお、玉木自身は町川の擁立に一切関わっていないことを明言している[193]。

- 2018年4月2日に公開された衆院議員の資産公表で総資産がゼロだったことが明らかになった[194]。不動産、金融資産ともに「ゼロ」と報告した議員は70人で、全体の15％を占めた[195]。

- 自民党の薗浦健太郎は高松高校の3学年後輩にあたり、「ソノケン」と呼ぶ仲である。当選回数も等しい（2021年11月時点）。交流を始めたのは政治家になってからであるが、与党・野党を越えてよく一緒に食事をしている[196]。
  - なお、2021年の衆議院選挙では、薗浦が立候補している千葉県第5区に、玉木が率いる国民民主党は対立候補者の鴇田敦を立てた。千葉県の全13小選挙区のうち同党からの立候補は唯一であり、玉木は鴇田の応援演説を行った[197]。結果は薗浦の当選であった[198]。

- 立憲民主党の小川淳也は高松高校の2学年後輩にあたり、様々な意見交換をしている。玉木と薗浦と小川の三人で食事をしたことがあり、高校時代の思い出に始まって、与野党の国会議員として色々な話をした[196]。この三人は東京大学法学部を卒業したことも共通している。

## 不祥事

### 元公設第一秘書で事務所スタッフの逮捕
2024年8月、2021年4月から2023年10月まで公設第一秘書を務めていた人物が窃盗容疑で逮捕され、玉木は「元秘書」という言葉を用い、退職していることを強調しているが、7月から逮捕時まで再雇用されて働いていたと週刊FLASHに報じられた。

### 不倫問題
2024年11月11日、週刊誌FLASHが、元グラビアアイドルで高松市観光大使の小泉みゆきと不倫関係にあったと報じた。
同日、玉木本人が記者会見を開き、「報道された内容はおおむね事実だ。家族のみならず、期待を寄せていただいた全国の多くのみなさんに心からお詫びを申し上げる。本当に申し訳ない」と述べた。また、同党の幹事長である榛葉賀津也は記者団の取材において、朝に行われた同党の両院議員総会で、玉木の党代表の辞任の声は出なかったとし、政策実現のため代表を続けたいという玉木の意向を了承した。そのうえで、「プライベートの問題はしっかりと家族で話し合って、けじめをつけてほしいし、仕事に全力を尽くしてほしいし、政策実現に全力を傾けてほしい」と語った。その後、玉木の一連の経緯について党倫理委員会で調査を行う事が決定し、本人へのヒアリングも行われた。
同年12月4日、両院議員総会で党倫理委員会の調査の結果「党の名誉ならびに信頼を傷つけたと言わざるを得ない」として、全会一致で翌2025年3月3日まで3か月間の党役職停止処分とすることが決定した。玉木は処分を受け入れるとしており、役職停止期間中は古川元久代表代行が職務を代行することとなった。

## 発言
- 2018年1月、茂木敏充経済再生担当相の秘書が有権者へ線香を配布していたことについて、公職選挙法に反すると批判し、茂木に議員辞職を求めた[205]。ところが玉木も民主党時代の2010年から12年まで、自身の政党支部から慶弔費を支出し、民進党時代など2014年から16年まで、212件に対して合計107万5000円の慶弔費を同様に支出していたことを指摘された。玉木は現行の公職選挙法の趣旨が曖昧であることが問題であると釈明し、「できることとできないことを明確にする必要がある」と述べ、法改正の必要性を主張した[206]。
- 2019年夏頃に持ち上がったとされる、自民党と国民民主党の「大連立構想」について、同年10月10日、「いろいろなことが当時（あった）。常に政治は一寸先は闇であり光だ」と述べ、否定しなかった[207]
- 2020年7月に、X上にて「偽陽性と偽陰性の問題があるので『全員PCR検査』には問題があるとの指摘をいただきました。(中略)より良い政策のため各方面の専門家の意見を伺って参ります。」[208]と発言し、全員PCR検査に対し否定的な政策を取る発言をしたが、同年11月には「逆です。経済を回すために積極的に検査をするのです。(中略)無症状者の検査が重要だと考えます。」という発言もしている。[209]
- 2013年11月にx上にて「与党時代、心血を注いで作成に当たった特別会計改革法案と、農山漁村での再生可能エネルギーを推進する法案が、ともに衆議院本会議で可決されました。(中略)これで改革が前に進みます。感無量です。」[210]をはじめとして、民主党政権時代には再生可能エネルギー推進に前向きな発言をする一方、2024年3月には「再エネならなんでもOKという風潮には懸念を感じる。そもそも、天候にそれほど差がない場合、北海道で電気が余るときは東京でも余ることもあるのではないか。」[211]と再生可能エネルギー推進に後ろ向きな発言をしている。
- 2021年10月に「昨日のひるおびで岸田内閣を「株価サゲサゲ内閣」と称したが、8日連続の値下がり。外的要因が大きいが岸田内閣の経済政策にも株価が上がる要素がない。そもそも「成長と分配の好循環」は2015年に安倍内閣が、2016年に公明党も掲げた政策だが成果は見えない。岸田内閣の政策で明らかなのは増税だけだ。」[212]と発言したが、岸田内閣中に日経平均株価は史上最高値を更新している。
- 2025年5月28日の衆議院農林水産委員会で備蓄米放出を進める小泉進次郎農林水産大臣に対し「あと1年たったら家畜のエサに出すようなもの」などと語った。保管期間を過ぎた米は飼料用米などとして売却している現状を指摘し、銘柄米を含めたコメ全体の値下げにつなげる必要性を訴えるものだったが、委員会後、小泉大臣は記者団に「放出のあり方に取り組んでいる時に、ちょっと残念だなと思う」と述べ、玉木に苦言を呈した。立憲民主党の野田佳彦代表も30日、「主食として本当に食べようという人がいる時、適切な表現ではないと思う。行き過ぎではないか」と指摘した[213][214]。当初、玉木は「備蓄制度を説明したものだ」などと釈明していたが、30日に一転、「お米を待ち望んでいた皆さまにとって大変不快なものであったと深く反省している」とXに投稿した[215]。

## 選挙歴
| 当落 | 選挙                   | 執行日         | 年齢 | 選挙区      | 政党       | 得票数     | 得票率 | 定数 | 得票順位 /候補者数 | 政党内比例順位 /政党当選者数 |
| ---- | ---------------------- | -------------- | ---- | ----------- | ---------- | ---------- | ------ | ---- | ------------------ | ---------------------------- |
| 落   | 第44回衆議院議員総選挙 | 2005年09月11日 | 36   | 香川県第2区 | 民主党     | 7万177票   | 38.91% | 1    | 2/3                | 5/2                          |
| 当   | 第45回衆議院議員総選挙 | 2009年08月30日 | 40   | 香川県第2区 | 民主党     | 10万9863票 | 57.17% | 1    | 1/3                | /                            |
| 当   | 第46回衆議院議員総選挙 | 2012年12月16日 | 43   | 香川県第2区 | 民主党     | 7万9153票  | 50.04% | 1    | 1/3                | /                            |
| 当   | 第47回衆議院議員総選挙 | 2014年12月14日 | 45   | 香川県第2区 | 民主党     | 7万8797票  | 55.82% | 1    | 1/3                | /                            |
| 当   | 第48回衆議院議員総選挙 | 2017年10月22日 | 48   | 香川県第2区 | 希望の党   | 8万2345票  | 55.49% | 1    | 1/3                | /                            |
| 当   | 第49回衆議院議員総選挙 | 2021年10月31日 | 52   | 香川県第2区 | 国民民主党 | 9万4530票  | 63.50% | 1    | 1/2                | /                            |
| 当   | 第50回衆議院議員総選挙 | 2024年10月27日 | 55   | 香川県第2区 | 国民民主党 | 8万9899票  | 66.41% | 1    | 1/3                | /                            |

## 所属団体・議員連盟
- 対中政策に関する国会議員連盟
- 人権外交を超党派で考える議員連盟 [216]
- 日朝国交正常化推進議員連盟[217]

## 著書
- 『♯日本ヤバイ』文藝春秋、2019年7月3日。ISBN 978-4163910680。
- 『令和ニッポン改造論』毎日新聞出版、2019年7月16日。ISBN 978-4620325958。